# Xianhe Hu
Xianhe Hu (kinesiska: 仙鹤湖) är en sjö i Kina. Den ligger i den autonoma regionen Tibet, i den sydvästra delen av landet, omkring 760 kilometer norr om regionhuvudstaden Lhasa. Xianhe Hu ligger 4 841 meter över havet. Arean är 18,1 kvadratkilometer. Trakten runt Xianhe Hu är ofruktbar med lite eller ingen växtlighet. Den sträcker sig 4,1 kilometer i nord-sydlig riktning, och 5,5 kilometer i öst-västlig riktning.
Genomsnittlig årsnederbörd är 186 millimeter. Den regnigaste månaden är juli, med i genomsnitt 36 mm nederbörd, och den torraste är januari, med 1 mm nederbörd.